# Guanabara
 Ovo je glavno značenje pojma Guanabara. Za istoimeni zaljev pogledajte Guanabara (zaljev).
Država Guanabara (portugalski: Estado da Guanabara), je ime koje je imala općina Rio de Janeiro, kad je glavni grad preseljen u Brasiliju 1960. godine.
1834. grad Rio de Janeiro je postao općina i promoviran je u prijestonicu istoimene provincije. S proglašenjem republike, 1889. godine, grad je postao federalni distrikt, a provincija Rio de Janeiro postala država Rio de Janeiro, s gradom Niterói kao glavnim gradom države. Kako je prijestonica preseljena u Brasiliu, 1960. godine, općina Rio de Janeiro je postala država Guanabara. Konačno, 1975. godine, države Guanabara i Rio de Janeiro su se spojile u jednu pod imenom Rio de Janeiro, s gradom Rio de Janeirom, kao glavnim gradom.

## Guverneri
- 1960. José Sette Câmara Filho
- 1961. – 1965. Carlos Frederico Werneck de Lacerda
- 1965. – 1970. Francisco Negrão de Lima
- 1970. – 1975. Antônio de Pádua Chagas Freitas